# Dharmaguptaka

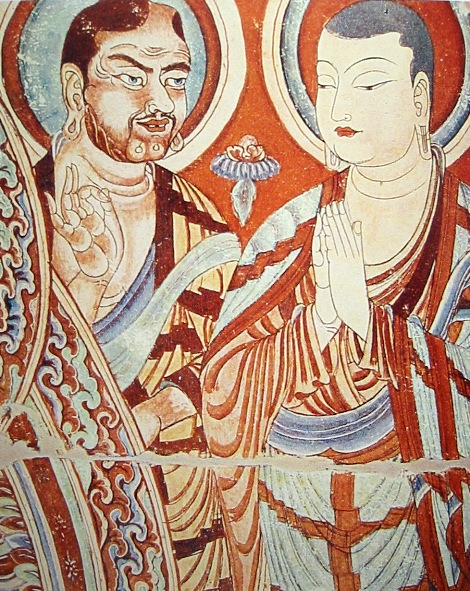
Moine bouddhiste d'Asie centrale enseignant à un moine chinois. Grottes de Bezeklik, IXe-Xe siècle ; bien qu'Albert von Le Coq (1913) ait supposé que le moine aux yeux bleus et aux cheveux roux était un Tokharien, les études modernes ont identifié des figures caucasoïdes similaires du même temple caverne (n° 9) comme étant des Sogdiens, un peuple iranien oriental qui habitait Turfan en tant que communauté ethnique minoritaire pendant les phases de domination chinoise des Tang (VIIe-VIIIe siècle) et ouïghoure (IXe-XIIIe siècle).

Le Dharmaguptaka (en sanskrit : धर्मगुप्तक ; en chinois : 法藏部 ; en pinyin : Fǎzàng bù) est l'une des dix-huit ou vingt premières écoles bouddhistes, selon les sources. Ces écoles seraient issues d'une autre secte, les Mahīśāsakas. Les Dharmaguptakas ont joué un rôle important dans les débuts du bouddhisme en Asie centrale et de Chine, et leurs Prātimokṣa (règles monastiques pour les bhikṣus et les bhikṣuṇīs ) sont toujours en vigueur dans les pays d'Asie de l'Est, notamment en Chine, au Vietnam, en Corée, au Japon, et aux Philippines. Ils constituent l'une des trois lignées Vinaya (règles de discipline) toujours existantes, avec celles du Theravāda et du Mūlasarvāstivāda .

## Étymologie
Guptaka signifie « conservateur »  et dharma « loi, justice, moralité », et, très probablement, l'ensemble des lois du bouddhisme du Nord[réf. nécessaire].

## Développement doctrinal

### Aperçu
Les Dharmaguptakas considéraient que (la voie d’un śrāvaka (śrāvakayāna) et la voie d’un bodhisattva (bodhisattvayāna ) étaient distincts. Une traduction et un commentaire du Samayabhedoparacanacakra se lit comme suit :

« Selon eux, bien que le Bouddha fasse partie du Saṃgha, les fruits des offrandes au Bouddha sont particulièrement importants, mais ce n'est pas le cas pour le Saṃgha. Faire des offrandes aux stūpas peut donner lieu à de nombreux et vastes bénéfices. Le Bouddha et ceux des Deux véhicules, bien qu'ils aient une seule et même libération, ont suivi des voies nobles différentes. Ceux qui suivent des voies extérieures (c'est-à-dire les hérétiques) ne peuvent pas obtenir les cinq pouvoirs supranormaux. Le corps d'un arhat est sans écoulement. À bien d'autres égards, leurs points de vue sont similaires à ceux des Mahāsāṃghika. »

Selon l’Abhidharma Mahāvibhāṣā Śāstra, les Dharmaguptakas considéraient que les Quatre Nobles Vérités devaient être observées simultanément.
Vasubandhu affirme que les Dharmaguptakas soutenaient, en accord avec le Theravada et contre le Sarvāstivāda, que la réalisation des quatre nobles vérités se fait en une seule fois (ekābhisamaya).
Les Dharmaguptaka sont connus pour avoir rejeté l'autorité des règles du prātimokṣa Sarvāstivāda au motif que les enseignements originaux du Bouddha avaient été perdus.

### Douzeaṅgas[Quoi ?]
Le Dharmaguptaka a introduit une division en douze parties des enseignements bouddhistes, que l'on retrouve dans leur Dīrgha Āgama, leur Vinaya et dans certains sūtras mahāyāna. Ces douze divisions sont : sūtra, geya, vyākaraṇa, gāthā, udāna, nidāna, jātaka, itivṛttaka, vaipulya, adbhūtadharma, avadāna et upadeśa.

## Apparence et langue

### Robes
Entre 148 et 170 de notre ère, le moine parthe An Shigao vint en Chine et traduisit un ouvrage décrivant la couleur des robes monastiques (Skt. kāṣāya) utilisées dans cinq grandes sectes bouddhistes indiennes, appelées en chinois Da Biqiu Sanqian Weiyi (大比丘三千威儀). Un autre texte traduit à une date ultérieure, le Śāriputraparipṛcchā, contient un passage très similaire avec presque les mêmes informations. Cependant, les couleurs de Dharmaguptaka et de Sarvāstivāda sont inversées. Dans la source antérieure, les Sarvāstivāda sont décrits comme portant des robes rouge foncé, et les Dharmaguptaka des robes noires. Dans le passage correspondant du Śāriputraparipṛcchā, en revanche, on lit l'inverse: dans le Sarvāstivāda, les moines portent des robes noires et dans le Dharmaguptaka ils portent des robes rouge foncé.
Sous la dynastie Tang, les moines bouddhistes chinois portaient généralement des robes gris-noir et étaient même familièrement appelés Zīyī ( chinois : 緇衣), « ceux qui portent des robes noires ». Cependant, le moine Zanning (919-1001) de la dynastie Song écrit que pendant la période Han - Wei, les moines chinois portaient généralement des robes rouges.
Selon le vinaya Dharmaguptaka, les robes des moines doivent pas être cousues avec plus de 18 pièces d'étoffe, et le tissu doit être assez lourd et grossier.

### Langue
Un consensus s'est développé parmi les chercheurs qui considèrent que la première vague de missionnaires bouddhistes est associée à la langue gāndhārī et à l'écriture kharoṣṭhī et provisoirement[C'est-à-dire ?] à la secte Dharmaguptaka. Cependant, il existe des preuves que d'autres sectes et traditions du bouddhisme ont également utilisé le gāndhārī, mais d'autres éléments prouvent que la secte Dharmaguptaka a également utilisé le sanskrit à l'occasion :

« Il est vrai que la plupart des manuscrits en gāndhārī appartiennent aux Dharmaguptakas, mais pratiquement toutes les écoles — y compris le Mahāyāna — ont utilisé en paritie le gāndhārī. von Hinüber a signalé des mot gândhâri qui n'étaient pas parfaitement sanskritisés dans des ouvrages jusqu'alors attribués aux Sarvāstivādins et en a tiré la conclusion que ou bien l'attribution sectaire devait être revue, ou bien le dogme tacite « Gāndhārī = Dharmaguptaka » était erroné. À l'inverse, les Dharmaguptakas ont aussi recouru au sanskrit. »

À partir du premier siècle de notre ère, on observe une forte tendance vers un type de gāndhārī fortement sanskritisé.

## Histoire

### Dans le nord-ouest de l'Inde
Les textes bouddhistes du Gandhara, les plus anciens textes bouddhistes jamais découverts, sont apparemment dédiés aux maitres de l'école Dharmaguptaka. Ils tendent à confirmer un épanouissement de l'école Dharmaguptaka dans le nord-ouest de l'Inde vers le 1er siècle de notre ère, avec le Gāndhārī comme langue canonique, ce qui expliquerait l'influence ultérieure des Dharmaguptakas en Asie centrale puis en Asie du Nord-Est. Selon le spécialiste bouddhiste AK Warder, le Dharmaguptaka trouve son origine dans Aparānta .
Selon un chercheur, les preuves fournies par les textes bouddhistes du Gandhara « suggèrent que la secte Dharmaguptaka a connu un succès précoce sous l'égide de ses partisans indo-scythes au Gandhāra, mais que la secte a ensuite décliné avec la montée de l' empire Kuṣāṇa (environ du milieu du premier au troisième siècle après J.-C.), qui a donné son patronage à la secte Sarvāstivāda. »

### En Asie centrale
Les données disponibles indiquent que les premières missions bouddhistes au Khotan ont été menées par la secte Dharmaguptaka :

« [Le Dharmapada de Khotan, certains procédés orthographiques du Khotanais et les mots d'emprunt en Gāndhārī non encore systématiquement tracés en Khotanese trahissent indiscutablement que les premières missions de Khotan comprenaient des Dharmaguptakas et utilisaient un Gāndhārī écrit en Kharoṣṭhī. Or, tous les autres manuscrits de Khotan, et en particulier tous les manuscrits écrits en khotanais, appartiennent au Mahāyāna, sont écrits en écriture brahmi, et ont été traduits du sanskrit. »

Un certain nombre de chercheurs ont identifié trois grande phases distinctes d'activités missionnaires observées dans l'histoire du bouddhisme en Asie centrale, qui sont associées aux sectes suivantes, dans l'ordre chronologique :
1. Dharmagupta
2. Sarvastivada
3. Mūlasarvāstivāda

Au VIIe siècle de notre ère, Xuanzang et Yijing ont tous deux rapporté que les Dharmaguptakas se trouvaient en Oḍḍiyāna et en Asie centrale, mais pas dans le sous-continent indien. Yijing a regroupé les Mahīśāsaka, Dharmaguptaka et Kāśyapīya en tant que sous-sectes du Sarvāstivāda, et a relevé que ces trois sous-sectes n'étaient pas répandues dans les « cinq parties de l'Inde », mais se trouvaient dans certaines parties d'Oḍḍiyāna, du Khotan et du Kucha.

### En Asie de l'Est

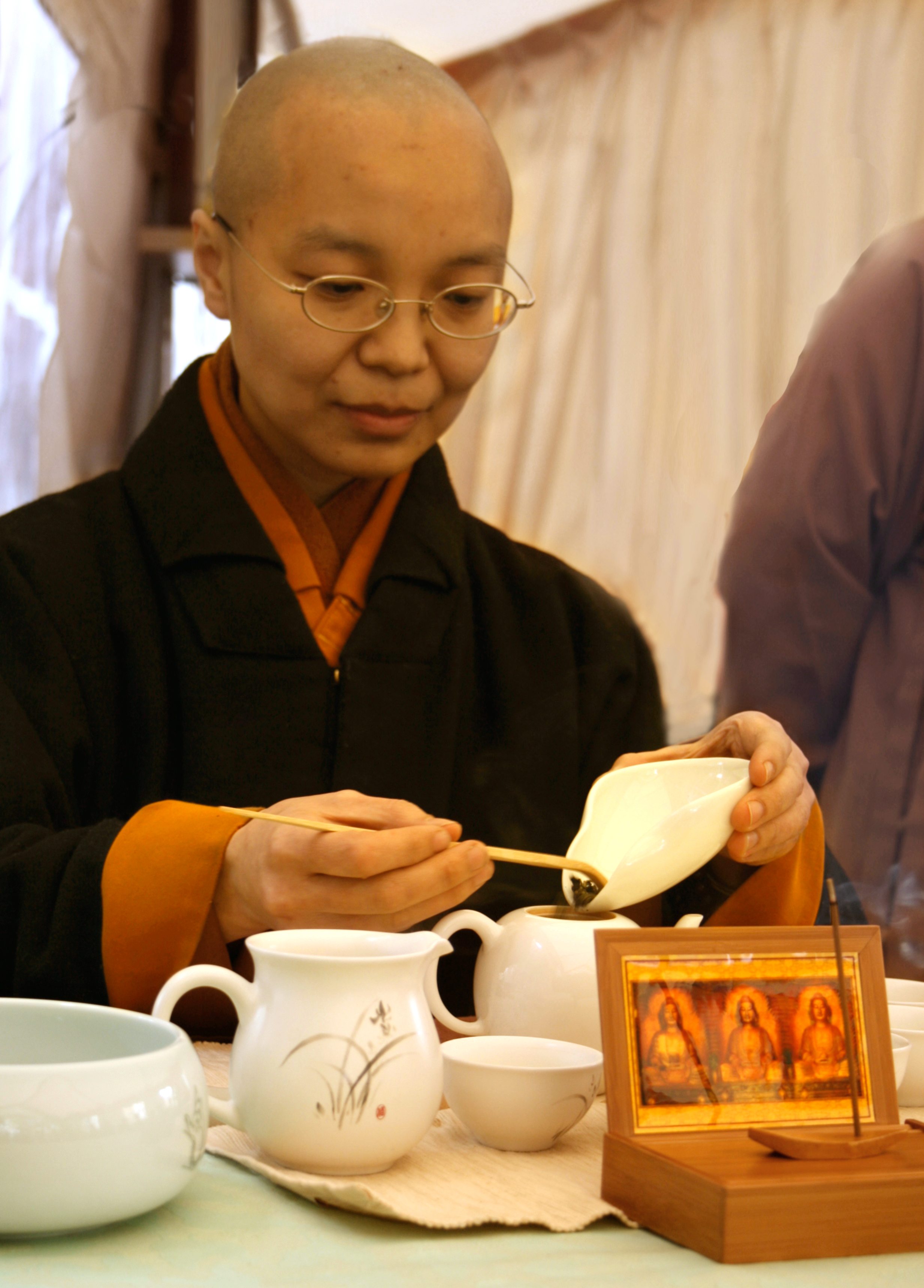
L’ordination complète de bhikṣuṇī est courante dans la lignée Dharmaguptaka. Fête du Vesak, Taïwan.

Les Dharmaguptakas ont fait plus d'efforts que toute autre secte pour diffuser le bouddhisme en dehors de l'Inde, dans des régions comme l'Iran, l'Asie centrale et la Chine, et ils y sont parvenus avec succès. Par conséquent, la plupart des pays qui ont adopté le bouddhisme de la Chine ont également adopté le vinaya de Dharmaguptaka et la lignée d’ordination des bhikṣus et des bhikṣuṇīs. Selon AK Warder, la secte Dharmaguptaka peut, d'une certaine manière, être considérées comme ayant survécu jusqu'à aujourd'hui dans ces pays d'Asie de l'Est. Warder écrit également :

« Ce sont les Dharmaguptakas qui furent les premiers bouddhistes à s'établir en Asie centrale. Ils semblent avoir effectué un vaste mouvement circulaire le long des routes commerciales de l'Aparānta vers le nord-ouest en Iran et en même temps dans l'Oḍḍiyāna (la Suvastu, au nord du Gandhāra, qui devint l'un de leurs principaux centres). Après s'être établis à l'ouest jusqu'en Parthie, ils suivirent la « route de la soie », l'axe est-ouest de l'Asie, vers l'est, à travers l'Asie centrale et jusqu'en Chine, où ils établirent effectivement le bouddhisme aux deuxième et troisième siècles après J.-C. Les Mahīśāsakas et les Kāśyapīyas semblent les avoir suivis à travers l'Asie jusqu'en Chine. [Pendant la première période du bouddhisme chinois, ce sont les Dharmaguptakas qui ont constitué l'école principale et la plus influente, et même plus tard, leur « Vinaya » est resté la base de la discipline. »

Au cours de la première période du bouddhisme chinois, les sectes bouddhistes indiennes reconnues comme importantes et dont les textes étaient étudiés sont les Dharmaguptakas, les Mahīśāsakas, les Kāśyapīyas, les Sarvāstivādins et les Mahāsāṃghikas.
Entre 250 et 255 de notre ère, la lignée d'ordination Dharmaguptaka s'est établie en Chine lorsque des moines indiens ont été invités à aider à l'ordination en Chine. Aucun Vinaya complet n’avait été traduit à cette époque et seuls deux textes étaient disponibles : le Dharmaguptaka Karmavācanā pour l’ordination et le Mahāsāṃghika Prātimokṣa pour régulementation de la vie des moines. Après la traduction des Vinayas complets, la lignée d'ordination Dharmaguptaka a été suivie par la plupart des moines, mais les temples ont souvent réglementé la vie monastique avec d'autres textes Vinaya, tels que ceux du Mahāsāṃghika, du Mahīśāsaka ou du Sarvāstivāda.
Au 7e siècle, Yijing a écrit qu'en Chine orientale, la plupart des gens suivaient le Dharmaguptaka Vinaya, tandis que le Mahāsāṃghika Vinaya était utilisé autrefois à Guanzhong (la région autour de Chang'an ), et que le Sarvāstivāda Vinaya était important dans la région du Yangtze et plus au sud. Au 7e siècle, l’existence de multiples lignées Vinaya dans toute la Chine fut critiquée par d’éminents maîtres Vinaya tels que Yijing et Dao An (654-717). Au début du 8e siècle, Dao An a obtenu le soutien de l'empereur Zhongzong des Tang et un édit impérial a été publié stipulant que la sangha en Chine ne devait utiliser que le vinaya Dharmaguptaka pour l'ordination.

## Textes

### Textes bouddhistes du Gandhara
Les textes bouddhistes du Gandharan (les plus anciens manuscrits bouddhistes existants) sont attribués à la secte Dharmaguptaka par Richard Salomon, le plus grand spécialiste dans ce domaine, et les rouleaux de la British Library « représentent une fraction aléatoire mais raisonnablement représentative de ce qui était probablement un ensemble beaucoup plus vaste de textes conservés dans la bibliothèque d'un monastère de la secte Dharmaguptaka à Nagarāhāra, en Afghanistan. »
Parmi les textes bouddhistes du Gandhāran Dharmaguptaka de la collection Schøyen, se trouve un fragment de l'écriture Kharoṣṭhī faisant référence aux Six Pāramitās, une pratique centrale pour les bodhisattvas dans la doctrine Mahāyāna.

### Traduction du Vinaya
Au début du 5e siècle de notre ère, le Dharmaguptaka Vinaya a été traduit en chinois par le moine Dharmaguptaka Buddhayaśas (佛陀耶舍) du Cachemire . Pour cette traduction, Buddhayaśas a récité le Dharmaguptaka Vinaya entièrement de mémoire, plutôt que de le lire à partir d'un manuscrit écrit. Après sa traduction, le Dharmaguptaka Vinaya est devenu le vinaya prédominant dans le monachisme bouddhiste chinois. Le Dharmaguptaka Vinaya, ou règles monastiques, est toujours suivi aujourd'hui en Chine, au Vietnam et en Corée, et sa lignée pour l'ordination des moines et des nonnes a survécu sans interruption jusqu'à ce jour. Le nom du Dharmaguptaka Vinaya dans la tradition est-asiatique est le « Vinaya en quatre parties » (Chinois : 四分律 ; pinyin : Sìfēn Lǜ), et le titre sanskrit équivalant serait Caturvargika Vinaya. L'ordination selon le Dharmaguptaka Vinaya ne concerne que les vœux monastiques et la lignée (Vinaya) et n'entre pas en conflit avec les enseignements bouddhistes proprement dits que l'on suit (Dharma).

### Collections d'Āgama
Le Dīrgha Āgama (« Longs Discours », 長阿含經 Cháng Āhán Jīng ) (T. 1) correspond au Dīgha Nikāya de l'école Theravada. Une version complète du Dīrgha Āgama de la secte Dharmaguptaka a été traduite par Buddhayaśas et Zhu Fonian (竺佛念) sous la dynastie Qin postérieure, datée de 413 de notre ère. Il contient 30 sutras contrairement aux 34 suttas du Theravadin Dīgha Nikāya .
L' Ekottara Āgama (« Discours incrémentaux », 增壹阿含經Zēngyī Āhán Jīng ) (T. 125) correspond à l' Anguttara Nikāya de l'école Theravāda. Il a été traduit en chinois par Dharmanandi en 384 de notre ère et édité par Gautama Saṃghadeva en 398. Certains ont suggéré que le texte original de cette traduction provenait des Sarvāstivādins ou des Mahāsāṃghikas. Cependant, selon AK Warder, l' Ekottara Āgama fait référence à 250 règles de prātimokṣa pour les moines, ce qui ne concorde qu'avec le  Dharmaguptaka Vinaya. Il considère également que certaines doctrines contredisent les principes de l’école Mahāsāṃghika et déclare qu’elles sont en accord avec les vues du Dharmaguptaka actuellement connues. Il conclut donc que l' Ekottara Āgama existant est celui des Dharmaguptakas.

### Abhidharma
Le Śāriputra Abhidharma Śāstra (舍利弗阿毘曇論 Shèlìfú Āpítán Lùn ) (T. 1548) est un texte complet d'abhidharma qui proviendrait de la secte Dharmaguptaka. La seule édition complète de ce texte est en chinois. Des fragments sanskrits ont été découverts à Bamiyan, en Afghanistan, et font désormais partie de la collection Schøyen (MS 2375/08). On pense que ces manuscrits faisaient partie d'une bibliothèque de monastère de la secte Mahāsāṃghika Lokottaravāda .

### Piṭakas supplémentaires
Le Dharmaguptaka Tripiṭaka aurait contenu deux sections supplémentaires qui n'ont pas été incluses par d'autres écoles. Il s'agissait notamment d'un Bodhisattva Piṭaka et du Mantra Piṭaka (咒藏 Zhòu Zàng ), parfois appelé Dhāraṇī Piṭaka. Selon le moine Dharmaguptaka du Ve siècle Buddhayaśas, traducteur du Dharmaguptaka Vinaya en chinois, l'école Dharmaguptaka avait assimilé le « Mahāyāna Tripiṭaka » (大乘三藏 Dàchéng Sānzàng ).

### Abhiniṣkramaṇa Sūtra
La biographie Dharmaguptaka du Bouddha, intitulée Abhiniṣkramaṇa Sūtra, est la plus exhaustive de toutes les biographies classiques du Bouddha. Diverses traductions chinoises de ce texte datent d'entre le 3e et le 6e siècle de notre ère.

## Relation avec le Mahāyāna

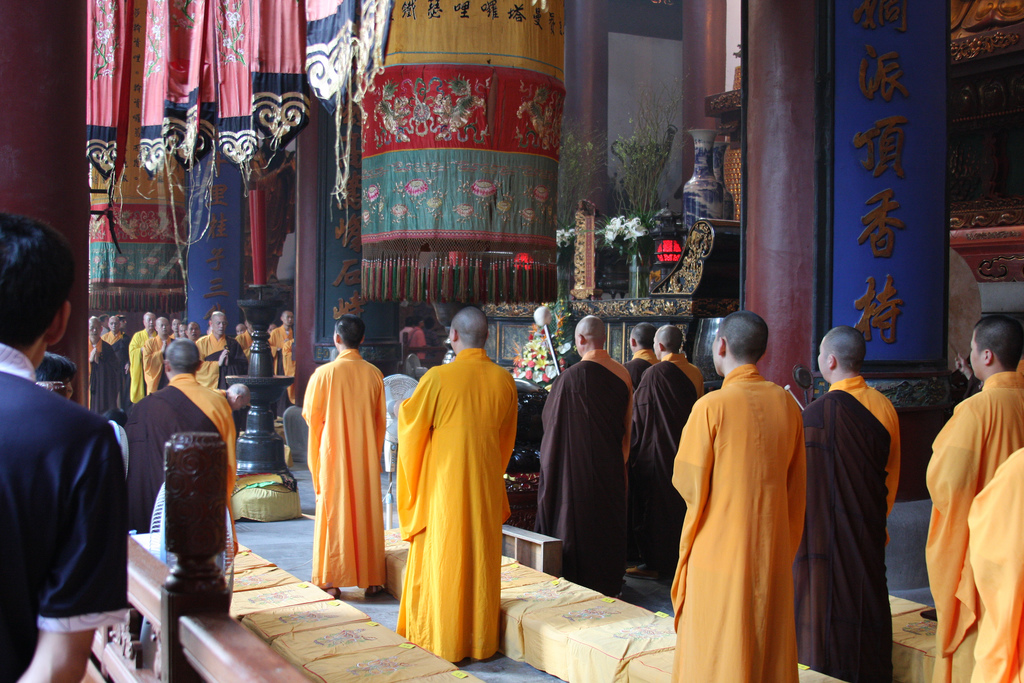
Des moines effectuent une cérémonie bouddhiste traditionnelle à Hangzhou, province du Zhejiang, Chine

### Époque Kushan
On ignore quand certains membres de l'école Dharmaguptaka ont commencé à accepter les sūtras Mahāyāna, mais le Mañjuśrīmūlakalpa rapporte que Kaniṣka (127-151) de l'empire Kuṣāṇa a présidé à l'établissement des doctrines Prajñāpāramitā dans le nord-ouest de l'Inde. Tāranātha a écrit que dans cette région, 500 bodhisattvas ont assisté au conseil du monastère de Jālandhra à l'époque de Kaniṣka, ce qui suggère une certaine force institutionnelle du Mahāyāna dans le nord-ouest pendant cette période. Edward Conze va plus loin en disant que Prajñāpāramitā a connu un grand succès dans le nord-ouest pendant la période Kuṣāṇa, et qu'il a peut-être été la « forteresse et le foyer » du Mahāyāna primitif, mais pas son origine, qu'il associe à la branche Mahāsāṃghika.

### Sūtra Ugraparipṛcchā
Pour Jan Nattier, les preuves textuelles disponibles suggèrent que le texte mahāyāniste Ugraparipṛcchā Sūtra (en) a circulé dans les communautés Dharmaguptaka au début de son histoire, mais une traduction ultérieure apporte des preuves qu'il a également circulé plus tard parmi les Sarvāstivādins. L'Ugraparipṛcchā mentionne également une quadruple division du canon bouddhiste qui comprend un Bodhisattva Piṭaka, et les Dharmaguptaka sont connus pour avoir eu une tel recueil dans leur canon. Nattier décrit plus en détail le type de communauté dépeint dans l'Ugraparipṛcchā :

« (...) [L]'image globale que présente l'Ugra  est assez claire. Il décrit une communauté monastique dans laquelle les écritures concernant la voie du bodhisattva étaient acceptées comme des textes canoniques légitimes (et leur mémorisation une spécialité monastique viable), mais dans laquelle seul un certain sous-ensemble de moines était impliqué dans les pratiques associées au véhicule du bodhisattva. »

### Ratnarāśivyākaraṇa Sūtra
Le Mahāyāna Ratnarāśivyākaraṇa Sūtra, qui fait partie du Mahāratnakūṭa Sūtra, est considéré par certains chercheurs comme ayant une origine ou un contexte Dharmaguptaka, en raison de ses régles spécifiques concernant le don au Bouddha et le don au Saṃgha.

### Sutras de la Prajñāpāramitā
Selon Joseph Walser, il existe des preuves que le Pañcaviṃśatisāhasrikā Prajñāpāramitā Sūtra (25 000 lignes) et le Śatasāhasrikā Prajñāpāramitā Sūtra (100 000 lignes) ont un lien avec la secte Dharmaguptaka, alors que l' Aṣṭasāhasrikā Prajñāpāramitā Sūtra (8 000 lignes) n'en a pas. Guang Xing évalue plutôt la vision du Bouddha donnée dans l' Aṣṭasāhasrikā Prajñāpāramitā Sūtra (8000 lignes) comme étant celle des Mahāsāṃghikas.

### Bouddhayaśas
Le traducteur Buddhayaśas était un moine Dharmaguptaka connu pour être un  mahāyāniste, et il est mentionné comme ayant étudié les traités Hīnayāna et Mahāyāna. Il traduisit le Dharmaguptaka Vinaya, le Dīrgha Āgama et des textes du mahāyāna, dont l'Ākāśagarbha Bodhisattva Sūtra (虛空藏菩薩經 Xūkōngzàng Púsà Jīng ). La préface écrite par Buddhayaśas pour sa traduction du Dharmaguptaka Vinaya indique que les Dharmaguptakas avaient assimilé le Mahāyāna Tripiṭaka.

### Canon bouddhiste
Les Dharmaguptakas auraient eu deux sections supplémentaires dans leur canon : 1) le Bodhisattva Piṭaka, 2) le Mantra Piṭaka ou Dhāraṇī Piṭaka.
Dans l'ouvrage Abhidharmasamuccaya du 4e siècle IVe siècle sur l'abhidharma mahāyāna, Asaṅga désigne le recueil qui contient les Āgamas sous le nom de Śrāvakapiṭaka et l'associe aux śrāvakas et aux pratyekabuddhas. Asaṅga classe les sūtras Mahāyāna comme appartenant au Bodhisattvapiṭaka, qui est désigné comme le recueil d'enseignements pour les bodhisattvas.

### Paramārtha
Paramārtha, un moine indien d' Ujjain du VIe siècle de notre ère, associe sans équivoque l'école Dharmaguptaka au Mahāyāna et décrit les Dharmaguptakas comme étant peut-être les plus proches d'une secte Mahāyāna à part entière.